# Hejaz
Hejaz er en region i den vestlige del af den Arabiske Halvø, der strækker sig langs det Røde Hav og ind i landet, hvor den omfatter dele af den arabiske ørken. Området er i dag delt mellem Saudi-Arabien og Yemen. Det var fra Hejaz de arabiske stammer begyndte deres ekspansion. Islams to helligste byer, Mekka og Medina, ligger i Hejaz.

## Historie
Hejaz hørte under kalifatet i Bagdad og kom ved dets fald 1258 under Egypten og tilfaldt sammen med dette land i 1517 det Osmanniske rige. Den virkelige magt lå imidlertid hos de lokale høvdinge, især sharifen af Mekka. I begyndelsen af 1800-tallet blev de hellige steder indtaget og plyndret af wahhabitterne, men disse blev tvunget bort, og området blev styret som en egyptisk provins frem til 1845, da det kom direkte under regeringen i Konstantinopel.
Jernbanen fra Damaskus til Mekka blev færdig i 1908 og styrkede osmannernes stilling i regionen. Samme år blev Hussein ibn Ali emir af Mekka. Han kom snart i modsætning til osmannerne, hvis overhøjhed fra 1845 var blevet mere mærkbar og havde vakt stadig større modvilje blandt lokalbefolkningen, og under 1. verdenskrig samarbejdede han med briterne. De osmanniske garnisoner i Mekka og Jeddah bekæmpedes, osmannerne blev fordrevet fra landet, og Hussein udråbte sig selv til konge af Hejaz i 1916.
Hussein kom dog senere i konflikt med stammehøvdingen Abdul-Aziz Ibn Saud, og i 1924 kom det til åben krig, da Hussein udråbte sig selv til kalif. Abdul-Aziz erobrede landet og blev kronet til konge over Hejaz og Najd i Mekka 1926. Da han 1932 tog titlen "konge af Saudi-Arabien", ophørte Hejaz helt som selvstændig stat.